# Crocidophora pallidulalis
Crocidophora pallidulalis is een vlinder van de familie van de grasmotten (Crambidae). De wetenschappelijke naam van deze soort is voor het eerst voorgesteld als Spilodes pallidulalis door Charles Swinhoe in een publicatie uit 1894.
De soort komt voor in India (Meghalaya).